# Роккафлувьоне
Роккафлувьоне (італ. Roccafluvione) — муніципалітет в Італії, у регіоні Марке,  провінція Асколі-Пічено.
Роккафлувьоне розташоване на відстані близько 135 км на північний схід від Рима, 85 км на південь від Анкони, 8 км на захід від Асколі-Пічено.
Населення — 2046 осіб (2014).
Щорічний фестиваль відбувається 3 серпня. Покровитель — святий Степан I.

## Демографія
Населення за роками:

Станом на 1 січня 2023 року в муніципалітеті офіційно проживало 56 іноземців з 15 країн, серед них 32 громадяни країн Євросоюзу та 4 громадяни України.

## Сусідні муніципалітети
- Аккуасанта-Терме
- Асколі-Пічено
- Комунанца
- Монтегалло
- Пальм'яно
- Венаротта